# Arcipelago di Lagosta
L'arcipelago di Lagosta (in croato arhipelag Lastovo; in greco Lastobonides, in latino Insulae Ladestanae) è un gruppo di 48 piccole isole e scogli della Croazia nel mare Adriatico, intorno all'isola di Lagosta, che comprende anche l'isola di Cazza. L'arcipelago costituisce un parco nazionale e fa parte a sua volta delle isole curzolane; dopo le isole Incoronate è il secondo più grande gruppo di isole e isolotti dell'Adriatico. Si trova a sud dell'isola di Curzola, da cui lo separa il canale di Lagosta (Lastovski kanal). Amministrativamente tutte le isole appartengono al comune della città di Lagosta, nella regione raguseo-narentana.

## Le isole
L'isola di Lagosta è situata al centro dell'arcipelago, alcune isole si trovano ad ovest ed altre a est dell'isola; quelle orientali, sono chiamate scogli Lagostini e si dividono in due gruppi: Lagostini di Ponente o Occidentali (Lastovci, Lastovnjaci o Donji školji), quelli prossimi alla costa orientale di Lagosta, e Lagostini di Levante o Orientali (Vrhovnjaci), il gruppo situato ancora più a est, tra Lagosta e Meleda. Ci sono inoltre alcuni piccoli isolotti adiacenti alla costa settentrionale e a quella meridionale di Lagosta:
- Chiave (Zaklopatica), a nord.
- scoglio Usko[8] (hrid Uska), sulla costa meridionale, a sud di Val Usco[9] (uvala Uska) e a ovest di Porto Rosso[9][10] (Skrivena luka), scoglio con un'area di 3640 m²[2] 42°43′56″N 16°52′34″E.
- scoglio Marza[8] (Mrca), situato 2,3 km a ovest di Usko, tra due piccole insenature (uvala Mrca e Nogonja); ha un'area di 3302 m²[2] 42°43′50″N 16°50′48″E.

Isole a ovest di Lagosta (isolotti e scogli adiacenti sono inseriti nelle singole voci):
- San Giorgio o Prespa (Prežba), collegata a Lagosta da un ponte.
- Velaseni (Vlašnik), a ovest di San Giorgio.
- Bratina (Bratin) a sud di Velaseni.
- Marchiara (Mrčara), ad ovest di Prespa.
- Cazziol (Kopište), 6,5 km circa ad ovest di Lagosta.
- Cazza (Sušac)

Isole a est di Lagosta: 
- Lagostini Occidentali (Lastovnjaci)
- Lagostini Orientali (Vrhovnjaci)

### Cartografia
- (HR) Mappa topografica della Croazia 1:25000, su preglednik.arkod.hr. URL consultato il 29 dicembre 2016.
- Carta di cabottaggio del mare Adriatico, foglio XI, Milano, Istituto geografico militare, 1822-1824. URL consultato il 16 febbraio 2017 (archiviato dall'url originale il 13 aprile 2013).
- G. Giani, Carta prospettiva delle Comuni censuarie della Dalmazia, foglio 11, 1839. Fondo Miscellanea cartografica catastale, Archivio di Stato di Trieste.